# Homoneura atrifacies
Homoneura atrifacies är en tvåvingeart som beskrevs av Malloch 1940. Homoneura atrifacies ingår i släktet Homoneura och familjen lövflugor. Inga underarter finns listade i Catalogue of Life.